# Spotlight (cântec de Jennifer Hudson)
„Spotlight” este un cântec al interpretei americane Jennifer Hudson. 
Fiind primul extras pe single al albumului Jennifer Hudson, el a fost trimis posturilor de radio americane pe data de 9 iunie 2008, urmând ca într-un interval de douăzeci și patru de ore să fie distribuite și primele descărcări digitale. Înregistrarea, compusă cu ajutorul echipei de producători Stargate și Ne-Yo, a câștigat clasări de top 40 în Billboard Hot 100 și a obținut prima poziție în ierarhiile de muzică R&B din S.U.A.. Fiind lansat și la nivel mondial, „Spotlight” a înregistrat clasări similare, cea mai bună prezență fiind obținută în Regatul Unit, unde a staționat în primele o sută de trepte timp de douăzeci și șapte de săptămâni. Albumul de proveniență a fost lansat la scurt timp, debutând pe poziția secundă în Billboard 200, grație celor peste 217.000 de exemplare comercializate în primele șapte zile de disponibilitate.